# Paullinia cuneata
Paullinia cuneata är en kinesträdsväxtart som beskrevs av Ludwig Radlkofer. Paullinia cuneata ingår i släktet Paullinia och familjen kinesträdsväxter. Inga underarter finns listade i Catalogue of Life.